# Sebastian von Rotenhan (Politiker)
Sebastian Freiherr von Rotenhan (* 1. November 1949 in Bamberg; † 26. Oktober 2022) war ein deutscher Waldbesitzer, Gründungsmitglied des Ökologischen Jagdverbands (ÖJV) und bayerischer Politiker (CSU).

## Leben
Sebastian Freiherr von Rotenhan entstammte der fränkischen Uradelsfamilie Rotenhan. Seine Eltern waren der Gutsbesitzer und vormalige aktive Offizier Gottfried Freiherr von Rotenhan (1917–1993) und Elisabeth (Bitha), geb. Freiin von Thüngen (1923–2011), Tochter der Mathilde Prinzessin zu Stolberg-Roßla und des Freiherrn Dietz von Thüngen auf Thüngen. Auch der Großvater Siegfried Freiherr von Rotenhan war zeitweise Berufsoffizier und dann Besitzer von Gut Rentweinsdorf. 
Sebastian von Rotenhan machte 1969 Abitur in Schondorf am Ammersee. Dann folgten der Wehrdienst als Offizieranwärter bis 1971 und ein Studium der Betriebswirtschaftslehre, unter anderem als Stipendiat in St. Paul, Minnesota, USA. Er war ab 1978 Leiter eines land- und forstwirtschaftlichen Familienbetriebes und Hauptmann der Reserve. Von Rotenhan war Waldbesitzer im fränkischen Rentweinsdorf, im sächsischen Hohenstein-Ernstthal und im südbrandenburgischen Reuthen, wo er 2001 auch das Herrenhaus im Park erwarb und vor dem Verfall bewahrte. 
Von 1989 bis 2001 war er Bundesvorsitzender der Arbeitsgemeinschaft Naturgemäße Waldwirtschaft (ANW), deren Grundsätze er in seinen Wäldern konsequent umsetzte. Wesentlich geprägt hat ihn der Forstmann Georg Sperber. Von Rotenhan beteiligte sich ab 1996 zusammen mit Umweltverbänden, Gewerkschaften und (zunächst wenigen) anderen Waldbesitzern aktiv am Aufbau einer FSC-Arbeitsgruppe Deutschland und gehörte deren Gründungsvorstand an.
Von Rotenhan war von 1981 bis 1985 Kreisvorsitzender der Jungen Union und 1978 bis 1996 Marktgemeinderat sowie 1984 bis 1996 Kreisrat. Als Mitglied des Kreisrates war von Rotenhan maßgeblich daran beteiligt, dass die Eingemeindung von Ermershausen durch die Gebietsreform 1978 16 Jahre später (1994) zurückgenommen werden musste. Er war von 1998 bis 2008 Mitglied des Bayerischen Landtages. Von Rotenhan war maßgeblich an der Reform der Bayerischen Staatsforstverwaltung beteiligt. Seit 1998 forderte er, letzten Endes mit Erfolg, die Auflösung der Einheitsforstämter und die Schaffung privatrechtlicher Strukturen für die Staatsforsten. Diese Vorschläge wurden im Rahmen der Verwaltungsreform umgesetzt. In der CSU-Fraktion gehörte von Rotenhan zu den „Stoiber-Kritikern“. Zur Landtagswahl in Bayern 2008 stand er nicht mehr zur Wahl. Im Juni 2009 trat er aus der CSU aus.
Von Rotenhan war Ururenkel von Hermann Freiherr von Rotenhan (1800–1858), der Präsident des Bayerischen Landtags und Paulskirchenabgeordneter war. Er war evangelisch-lutherischer Konfession, verheiratet mit Friederike von Dallwitz (* 1953), Tochter der Dorothea von Unger und des Wolf von Dallwitz-Tornow, und Vater von sieben Kindern. Der älteste Sohn Maximilian übernahm das Gut und Schloss Rentweinsdorf. Sebastian von Rotenhan lebte zuletzt mit seiner Frau in Reuthen.
Sebastian von Rotenhan war ein Ururenkel des Politikers Sigismund von Dallwitz.

## Genealogie
- Hans Friedrich von Ehrenkrook, Walter von Hueck. Et. al.: Genealogisches Handbuch der Freiherrlichen Häuser. A (Uradel). 1959. Band III, Band 21 der Gesamtreihe GHdA, Hrsg. Deutsches Adelsarchiv, C. A. Starke Verlag, Limburg an der Lahn 1959, S. 408 f.